# Leucothyreus politus
Leucothyreus politus är en skalbaggsart som beskrevs av Hermann Burmeister 1844. Leucothyreus politus ingår i släktet Leucothyreus och familjen Rutelidae. Inga underarter finns listade i Catalogue of Life.